# Sato Koyo
Koyo Sato (佐藤 昂洋 Satō Kōyō, sinh ngày 14 tháng 4 năm 1996 ở Ōita) là một cầu thủ bóng đá người Nhật Bản thi đấu cho ReinMeer Aomori theo dạng cho mượn từ Oita Trinita.

## Sự nghiệp
Koyo Sato gia nhập câu lạc bộ tại J2 League Oita Trinita năm 2015. Vào tháng 3 năm anh chuyển đến câu lạc bộ tại Giải bóng đá Nhật Bản Verspah Oita. Vào tháng 6 năm anh trở lại Oita Trinita. Ngày 22 tháng 9 năm 2016, anh ra mắt ở Cúp Hoàng đế Nhật Bản (v Shimizu S-Pulse).

## Thống kê câu lạc bộ
Cập nhật đến ngày 23 tháng 2 năm 2018.
| Thành tích câu lạc bộ | Thành tích câu lạc bộ | Thành tích câu lạc bộ | Giải vô địch | Giải vô địch | Cúp                   | Cúp                   | Tổng cộng | Tổng cộng |
| Mùa giải              | Câu lạc bộ            | Giải vô địch          | Số trận      | Bàn thắng    | Số trận               | Bàn thắng             | Số trận   | Bàn thắng |
| Nhật Bản              | Nhật Bản              | Nhật Bản              | Giải vô địch | Giải vô địch | Cúp Hoàng đế Nhật Bản | Cúp Hoàng đế Nhật Bản | Tổng cộng | Tổng cộng |
| --------------------- | --------------------- | --------------------- | ------------ | ------------ | --------------------- | --------------------- | --------- | --------- |
| 2015                  | Oita Trinita          | J2 League             | 0            | 0            | 0                     | 0                     | 0         | 0         |
| 2015                  | Verspah Oita          | JFL                   | 1            | 0            | 0                     | 0                     | 1         | 0         |
| 2016                  | Oita Trinita          | J3 League             | 0            | 0            | 1                     | 0                     | 1         | 0         |
| 2017                  | Oita Trinita          | J2 League             | 0            | 0            | 0                     | 0                     | 0         | 0         |
| Tổng cộng sự nghiệp   | Tổng cộng sự nghiệp   | Tổng cộng sự nghiệp   | 1            | 0            | 1                     | 0                     | 2         | 0         |